# Dasarahalli
Dasarahalli là một thị xã và là nơi đặt hội đồng thành phố của quận Bangalore thuộc bang Karnataka, Ấn Độ.

## Nhân khẩu
Theo điều tra dân số năm 2001 của Ấn Độ, Dasarahalli có dân số 263.636 người. Phái nam chiếm 54% tổng số dân và phái nữ chiếm 46%. Dasarahalli có tỷ lệ 72% biết đọc biết viết, cao hơn tỷ lệ trung bình toàn quốc là 59,5%: tỷ lệ cho phái nam là 77%, và tỷ lệ cho phái nữ là 66%. Tại Dasarahalli, 12% dân số nhỏ hơn 6 tuổi.